# Cecilia Velin
Cecilia "Cissi" Velin, född 16 januari 1990 i Karlskrona, är en svensk drakbåtspaddlare, roddare och kanotist. Hon bor i Karlskrona och tävlar för Kajakklubben Eskimå. Hon är syster till kanotisten och drakbåtspaddlaren Christian Velin.
År 2016 var Velin uttagen för att representera det svenska landslaget på drakbåts-EM i Rom den 29-31 juli samt drakbåts-VM i Moskva den 8-11 september.
Velin är stor tjej nummer 139 på Svenska Kanotförbundets lista över stora kanotister. 

## Drakbåt

### Meriter
ICF-VM
- Poznan 2014
  - Silver 10manna dam 500m [4]
  - Silver 10manna dam 2000m [4]
  - Brons 20manna mix 500m [4]
- Milano 2012
  - Brons 10manna dam 200m
  - Brons 10manna dam 2000m

IDBF-VM
- Welland 2015
  - Brons 20manna mix 200m (U24) [5]
  - Brons 20manna mix 2000m (U24) [5]
- Szeged 2013
  - Silver 20manna mix 1000m (U24) [6]
  - Brons 20manna mix 500m (U24) [6]

EDBF-EM
- Rom 2016
  - Guld 10manna dam 500m
  - Silver 10manna dam 200m
  - Silver 10manna dam 1500m

EDBF-EM Senior, klubblag
- Szeged 2013
  - Silver 10manna dam 500m
  - Brons 10manna dam 200m

Svenska mästerskap
- Nyköping 2015
  - Guld 10manna mix 200m
  - Silver 10manna mix 500m
- Jönköping 2014
  - Guld 10manna mix 200m
  - Guld 10manna mix 500m

## Rodd
Cecilia Velin har svenskt U23-rekord för damer på roddmaskin på distansen 2000 meter. I januari 2016 satte Velin världsrekord på 500 meter roddmaskin. 